# NGC 6956
NGC 6956 је спирална галаксија у сазвежђу Делфин која се налази на NGC листи објеката дубоког неба.
Деклинација објекта је + 12° 30' 44" а ректасцензија 20h 43m 53,7s. Привидна величина (магнитуда) објекта NGC 6956 износи 12,4 а фотографска магнитуда 13,2. NGC 6956 је још познат и под ознакама UGC 11619, MCG 2-53-1, CGCG 425-1, IRAS 20415+1219, PGC 65269.